# Шепелявые аффрикаты
Шепелявые аффрикаты — средние между звуками [ц] и [ч]. Появляются в говорах, в которых вторая из аффрикат осваивается в настоящее время. Большинство говоров имеют две аффрикаты, но в некоторых говорах эти аффрикаты могут совпадать в одном варианте.
Неразличение аффрикатов и совпадение их в варианте [ч] называется чоканьем (например: отеч — «отец»; чифра — «цифра»). Неразличение аффрикатов и совпадение их в варианте [ц] называется цоканьем (например: цистой — «чистой»; цашка — «чашка»; цай — «чай»). Более распространённым является цоканье.
Чоканье распространено преимущественно в Костромской и Пермской областях. Цоканье — очень древнее явление, отмечено уже в памятниках XI века («Договорная грамота»). Чокающие и цокающие говоры одинаково противопоставлены говорам, различающим аффрикаты.